# Rhinosimus vaulogeri
Rhinosimus vaulogeri là một loài bọ cánh cứng trong họ Salpingidae. Loài này được Abeille miêu tả khoa học năm 1901.